# Gibson ES-335
Die ES-335 ist eine Halbresonanzgitarre, die vom amerikanischen Musikinstrumenten-Hersteller Gibson Guitar Corporation im Jahr 1958 eingeführt wurde. Durch diese Bauart verbindet sie den warmen Klang von Archtop-Vollresonanz-Gitarren mit dem sauberen, rückkopplungsarmen Ton der massiven E-Gitarre. Dieser Klang macht die ES-335 besonders bei Jazz- und Bluesmusikern beliebt. Das „ES“ im Namen steht für die „Electric Spanish“ (Englisch für elektrisch spanische) Baureihe.

## Konstruktionsweise
Ein besonderes Charakteristikum der ES-335 ist ihr halbhohler Korpus (Semi-hollow). Die gewölbte Korpusdecke (englisch: Archtop), der ebenfalls gewölbte Boden und die Zargen werden zunächst einzeln angefertigt und im Laufe der Herstellung miteinander verleimt. Für Korpusdecke, -boden und -zargen wird meist Sperrholz verwendet. In den Korpus ist mittig von Halsansatz bis Korpusfuß ein etwa zehn Zentimeter breiter Holzblock (Sustain Block) aus massivem Ahornholz eingefügt, der passgenau mit Korpusdecke und -boden abschließt. Auf diesem Holzblock sind Hals, Saitenhalter und die Tonabnehmer befestigt. Durch den Holzblock wird das Aufschwingen der Korpusdecke verhindert (was eine geringere Anfälligkeit des Instruments für akustische Rückkopplungen, besonders in höheren Spiellautstärken bewirkt) sowie die Ausschwingdauer (Sustain) der angeschlagenen Saiten verlängert. Durch die Hohlkammern in den Korpusflügeln (unter den F-Löchern) hat die Gitarre zudem bessere Resonanzeigenschaften als Solidbody-E-Gitarren. Der eingeleimte Hals, dessen Länge auf die Mensur des Instruments von 629 mm ausgerichtet ist, besteht aus Mahagoni und trägt ein aufgeleimtes Griffbrett aus Palisander oder Ebenholz mit 22 Bünden.
Die Elektronik der ES-335 besteht meist aus zwei Humbucker-Tonabnehmern, die über einen Wahlschalter und vier Potentiometer (je ein Lautstärke- und ein Ton-Regler pro Tonabnehmer) verwaltet werden. Verschiedene Modelle verfügen zudem über einen Varitone-Schalter (ein Drehschalter, der in mehreren Stufen den Klang ausdünnt) und/oder über einen sogenannten „Stereoausgang“ – getrennte Kabelbuchsen für Hals- und Stegtonabnehmersignal, um das Instrument über zwei separate Verstärker gleichzeitig, und so auch mit unterschiedlichen Klangeffekten spielen zu können.
Auf ES-335-Modellen kommen verschiedene Formen von Saitenhaltern zum Einsatz. Die typischste Variante ist mit einer in Decke und Sustain Block montierten festen Brücke (Stop-Tailpiece) ausgestattet; außerdem werden Modelle mit trapezförmigem Saitenhalter (Trapeze Tailpiece, an der Zarge am Korpusfuß befestigt) oder mit Bigsby-Tremolosystem angeboten.

## Modelle
Neben der ES-335 wurden verschiedene weitere Modelle angeboten, die auf der ES-335 basierten. Obwohl die Abweichungen oft nur Details ausmachen, bekamen diese Instrumente zumeist eigene Modellnamen. Die auffälligsten Modelle waren oder sind:
- ES-330 – Ist im Gegensatz zur ES-335 keine Halbresonanzgitarre. Sie hat einen hohlen Korpus ohne Massivblock und ist darum wesentlich leichter. Die Saiten müssen daher wie bei „Jazzgitarren“ in einem Saitenhalter verankert werden, der in der Zarge im Korpusfuß montiert ist. Der Hals sitzt weiter im Korpus als bei der ES-335, wodurch die Gitarre insgesamt ca. 5 cm kürzer wird. Die ES-330 ist mit Single-Coil-Tonabnehmern des Typs P-90 bestückt.
- ES-339 – Eine erst im Jahr 2007 eingeführte, verkleinerte Ausführung der ES-335, die speziell für die Spieler üblicher Solidbody-E-Gitarren gedacht ist, die den Klang von Halbresonanzgitarren haben möchten, ohne jedoch ein entsprechend größeres Instrument spielen zu müssen. Durch die kleine Baugröße hat sie auch eine weiter verringerte Rückkopplungneigung.
- ES-340 – Eine kurzlebige Variante der ES-335 mit veränderter Tonabnehmerschaltung, die durch die Gegenschaltung der Tonabnehmer unter anderem Out-of-Phase-Klänge ermöglicht.
- ES-345 – Die Stereo-Version mit Stop-Tailpiece und sechsstufigem Tonwahlschalter. Stereo bedeutet hier, dass Hals- und Stegtonabnehmersignal über getrennte Kabelbuchsen mit zwei Instrumentenkabeln oder mit einem sogenannten „Y-Kabel“ herausgeführt werden. Dadurch kann jeder Tonabnehmer über einen separaten Verstärker gespielt werden.
- ES-347 – Die ES-347 wurde von 1978 bis etwa 1992 angeboten. Im Gegensatz zur ES-335 besitzt sie wie die ES-355 Einfassungen (Bindings) an Korpusober- und Unterseite und um die Kopfplatte sowie vergoldete Mechaniken und blockförmige Griffbretteinlagen (Block Inlays). Zudem verfügt das Modell über einen Feinstimm-Saitenhalter und einen Sattel aus Messing. Als weitere Besonderheit besitzt diese Gitarre einen zusätzlichen Coil-Tap-Schalter, der es ermöglicht, das Ausgangssignal der eingebauten Humbucker-Tonabnehmer aufzutrennen (splitting) und diese so als Single-Coil-Tonabnehmer zu verwenden.
- ES-355 – Die Luxusversion der ES-335. Die ES-355 besitzt mehrfache beige/schwarz gestreifte Einfassungen (Bindings) an Korpusober- und Unterseite sowie um die Kopfplatte, vergoldete Metallteile (Hardware) und ein Griffbrett aus Ebenholz mit rechteckigen Griffbretteinlagen (Block Inlays) aus Perlmutt.
- Trini Lopez – Eine optisch veränderte Version für den Popsänger Trini Lopez (If I Had a Hammer). Rautenförmige Schalllöcher und Griffbretteinlagen, Fender-ähnliche Kopfplatte mit allen sechs Stimm-Mechaniken in einer Reihe. Ein Teil der Produktion wurde mit auffälligen Korpuslackierungen verkauft (unter anderem in Grün-Schwarz).
- Lucille – Die Lucille, ein Sondermodell für den Gitarristen B.B. King, ist eine Abwandlung der ES-355, bei der zur weiteren Unterdrückung von Rückkopplungen die F-Löcher weggelassen wurden. Weiter besitzt die Lucille, die ausschließlich in den Farben Schwarz und Rot angeboten wird, aufwendige optische Verzierungen wie mehrschichtiges Binding, Ebenholzgriffbrett mit Perlmutteinlagen (bei einigen Ausführungen in Form von B.B. Kings Autogramm) sowie vergoldete Hardware. Außerdem verfügt das Modell über eine als Varitone-Schalter bezeichnete erweiterte Klangregelung sowie über Stereo-Klinkenausgänge.
- Tom DeLonge – Der Gitarrist Tom DeLonge (blink-182, Angels & Airwaves) erhielt ein an die ES-335 angelehntes Signature-Modell, welches neben der auffälligen Lackierung mit „Rallyestreifen“ gemäß DeLonges bevorzugt harten, höhenreichen Gitarrenklangs lediglich über einen Tonabnehmer in Stegposition verfügt.

## Die Gibson ES-335 in der Musik

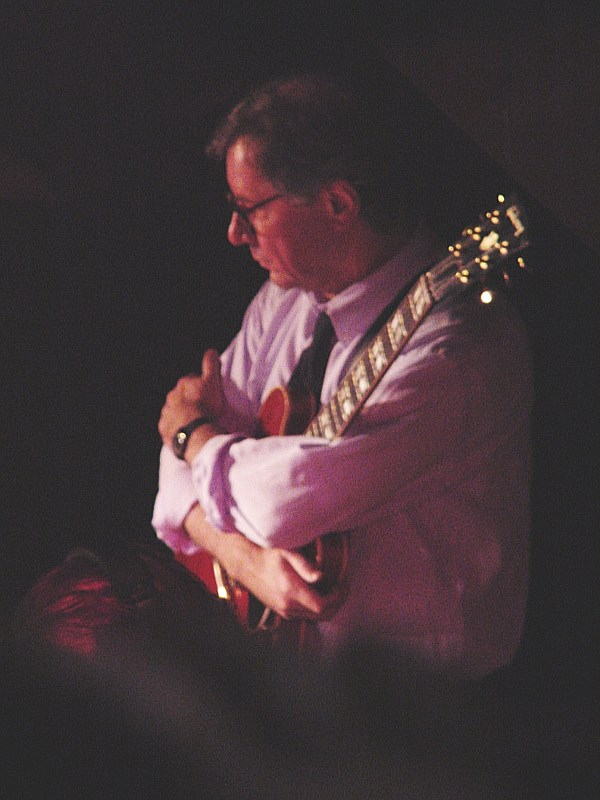
Der Fusion-Gitarrist Volker Kriegel mit Gibson ES-345

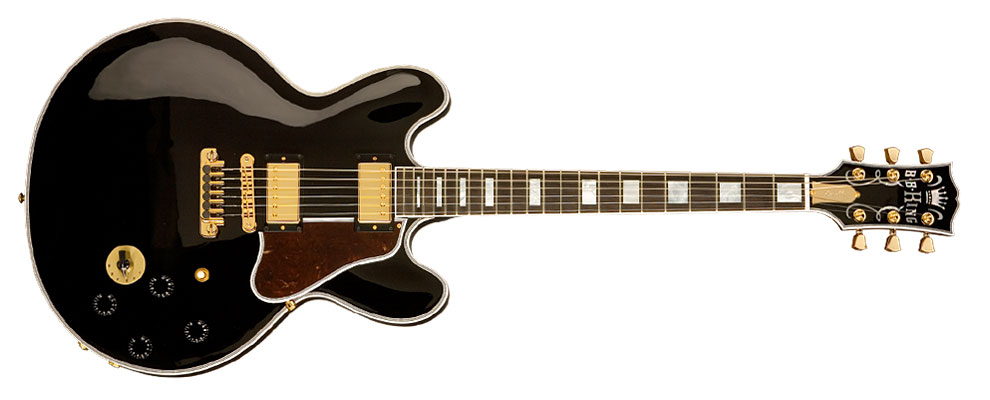
Das B. B. King Signature-Modell Gibson Lucille

Die ES-335 hat einen warmen, dichten Klang, der sich im Gegensatz zu anderen E-Gitarren durch einen natürlichen, leicht „holzigen“ Ton auszeichnet. Viele Musiker führen diesen Klang auf den teilweise hohlen Korpus zurück, der ein begrenztes Mitschwingen ähnlich dem von akustischen Instrumenten erlaubt. Aus diesem Grund wird die ES-335 meist in Musikstilen eingesetzt, in denen der Gitarrenklang nur wenig verfremdet wird.

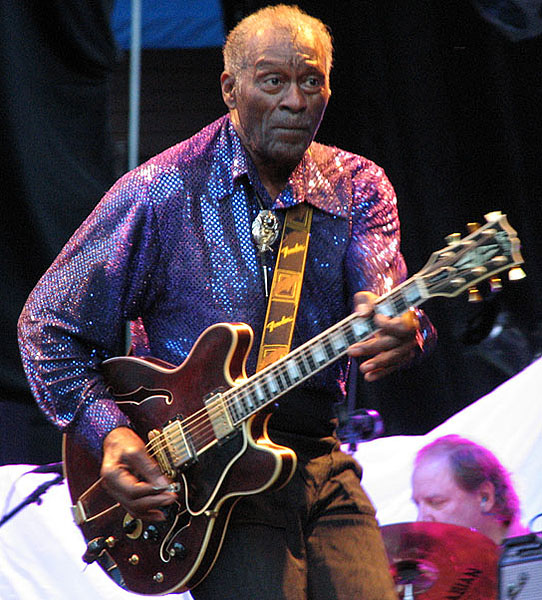
Der Rock-’n’-Roll-Gitarrist Chuck Berry mit ES-355

In Jazz und Jazzrock wurde die ES-335 unter anderem von Musikern wie Robben Ford, Larry Carlton („Mr. 335“), Lee Ritenour und Volker Kriegel eingesetzt.
Besonders im Blues wurde durch B. B. King sein auf der ES-355 basierendes Signature-Modell Gibson Lucille bekannt. Außerdem benutzen Musiker wie Chuck Berry (ES-355), John Lee Hooker (Epiphone Sheraton), Alvin Lee und Gary Moore unterschiedliche Varianten der ES-335.
In der Countrymusik ist Jerry Kennedy einer der berühmtesten Spieler.
Die ES-335 ist häufig zu hören auf Aufnahmen der Rockmusik in den 1960er-Jahren. Eric Clapton benutzte unter anderem eine ES-335 während seiner Zeit bei Cream. Justin Hayward von The Moody Blues benutzte für Konzerte und Studioaufnahmen ebenfalls eine ES-335. In den 1970er-Jahren spielte sie Andy Scott, der Gitarrist der britischen Glam-Rock-Band Sweet. In den 1990er-Jahren wurden ES-335-Gitarren von Britpop-Bands wie Oasis bevorzugt benutzt, um die Klänge der 1960er-Jahre zu reproduzieren.
Wegen ihres druckvollen Klangs ist die ES-335 auch in Bereichen der härteren Rockmusik zu finden. Neben dem Punkmusiker Tom DeLonge (Blink-182) wird die ES-335 in Deutschland vom Crossover-Gitarristen Tim „Tinte“ Humpe (H-Blockx) eingesetzt.

## Modelle weiterer Hersteller

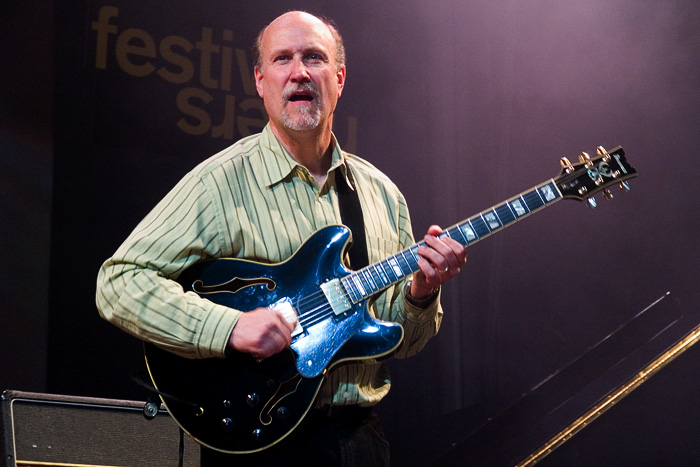
John Scofield mit dem nach ihm benannten und von der AS200 abgeleiteten Ibanez-Signature-Modell

Neben Gibson selbst bietet die zum Gibson-Konzern gehörende Firma Epiphone verschiedene Gitarren an, die auf der ES-335 basieren. Häufig haben diese Gitarren statt einer einfachen Modellnummer einen eigenen Namen bekommen. Wie die ersten Gibson ES-335 besitzt die Dot ein schlichtes Griffbrett mit einfachen Punkteinlagen („Dots“) als Markierungen und ist auch sonst eine optisch einfach gehaltene Kopie der ES-335. Die Sheraton II ist ein optisch auffallendes Instrument vergleichbar mit der ES-355 (goldfarbene Hardware, aufwändige Griffbretteinlagen). Die besonders durch die Beatles populär gewordene Casino stellt Epiphones Variante der ES-330 dar.
Einen Namen mit ES-335-inspirierten Instrumenten hat sich der japanische Hersteller Ibanez gemacht. Die Ibanez AS200 wurde seit ihrem Erscheinen unter anderem vom Jazzgitarristen John Scofield und die Ibanez LR-10 von Lee Ritenour genutzt und stellen damit in der Firmengeschichte von Ibanez frühe Instrumente dar, die auch von Profimusikern gespielt wurden.
Bekannt wurde auch die Hagström Viking, besonders durch das NBC-TV-Special von Elvis Presley im Jahre 1968.

## Trivia
- Eine ES-335-Variante taucht im ersten Teil der Filmreihe Zurück in die Zukunft auf. Auf einem Abschlussball im Jahre 1955 spielt der Zeitreisende Marty McFly in der Tanzband auf einer ES-345 die Lieder Earth Angel und Johnny B. Goode. Die ES-335 kam allerdings erst 1958, also drei Jahre später, auf den Markt.
- Das Sondermodell von B. B. King trägt auf Wunsch des Künstlers den Namen Lucille. Nach eigenen Angaben spielte King in den 1940er Jahren ein Konzert in einem Lokal, welches nach einer Schlägerei in Flammen aufging. Nachdem King sich mit den anderen Gästen ins Freie gerettet hatte, rannte er in den Laden zurück und holte seine Gitarre, die er auf der Bühne vergessen hatte. Kurz nachdem King mit der Gitarre das Lokal verlassen hatte, brach das Gebäude zusammen. King, der nur leichte Verbrennungen erlitt, erfuhr später, dass der Grund für die Schlägerei eine Frau namens Lucille gewesen sei. Um sich daran zu erinnern, dass er nie wieder leichtsinnig sein Leben für etwas riskieren wolle, gab King dieser und allen folgenden Gitarren den Namen Lucille.
- Joe Perry von Aerosmith verwendet unter anderem ein Sondermodell der Lucille, jedoch wurde die Elektronik leicht verändert. Diese Gitarre ziert ein Airbrush-Porträt seiner Frau Billie, nach der sie auch benannt ist.
- Es existiert eine Gibson ES-335, die speziell für Linkshänder gebaut ist und ein Bigsby-Vibrato besitzt. Es wird berichtet, dass diese Gitarre eine Sonderanfertigung von Gibson für Jimi Hendrix gewesen sein soll, um den Musiker von den Möglichkeiten bei Gibson zu überzeugen. Hendrix, der vor seinem plötzlichen Tod oft eine Gibson Flying V spielte, soll mit Gibson in Verhandlungen über eine eigene Signature-Gitarre gestanden haben.
- Der Gitarrist Larry Carlton spielt seit dem Zeitpunkt seines internationalen Durchbruchs hauptsächlich eine ES-335 und wird darum auch „Mr. 335“ genannt. Er selbst nennt sein eigenes Tonstudio „Room 335“.[2] Ihm wurde 2005 von Gibson das Modell ES-335LC gewidmet.
- Dave Grohl von den Foo Fighters spielt ein ihm gewidmetes Sondermodell der Gibson ES-335. Die Dave-Grohl-ES-335 ist visuell der Trini Lopez nachempfunden. Sie wurde in einer limitierten Zahl von 200 Stück in Pelham Blue und 400 Stück in Gold Metallic hergestellt.[3]